# La settima donna
La settima donna è un film del 1978 diretto da Franco Prosperi, pseudonimo di Francesco Prosperi.

## Trama
La storia si svolge in una villa isolata sulla costa italiana. La protagonista è suor Cristina (interpretata da Florinda Bolkan), una suora giovane e gentile che lavora come insegnante privata. Durante l’estate, decide di ospitare sei ragazze adolescenti per una sessione di studio intensivo. La villa è lontana dal caos della città, immersa nella pace e nella tranquillità. Tuttavia, mentre le ragazze vivono serene le loro giornate di studio e relax, l'idillio viene presto spezzato. Infatti tre delinquenti hanno appena rapinato una banca e si rifugiano nella loro villetta che si affaccia sul mare, mentre le cinque studentesse stanno provando la recita di fine d'anno, il Sogno di una notte di mezza estate di Shakespeare. I tre rapinatori, guidati dal brutale Walter, irrompono violentemente nella casa, dimostrando subito la loro ferocia. La prima vittima è la domestica, che, accortasi della situazione, tenta di chiedere aiuto, ma viene subito scoperta da Walter che la picchia brutalmente prima di ucciderla con un ferro da stiro. Una delle ragazze, sotto shock, si rifugia in bagno per cambiarsi, ma viene seguita da Nino, che cerca di violentarla. La ragazza reagisce, riuscendo a trafiggergli la gamba con il manico appuntito di un pettine. I banditi, interrogando le ragazze, scoprono che tra tre giorni passerà un pulmino a prenderle, il che li costringe a trovare rapidamente una via di fuga. Aldo teme che la polizia possa scoprirli, ma Walter è convinto che il nascondiglio in cui si trovano sia sicuro e che nessuno li cercherà lì.
Quando scende la sera, una delle ragazze propone a Cristina di scappare per chiedere aiuto, ma la suora si oppone, poiche non vuole che nessuna delle sue allieve rischi la vita. Ritiene che l'unica soluzione sia guadagnare tempo, certa che Tilda, la donna delle pulizie, sia andata a cercare aiuto. Tuttavia, Walter interrompe le loro speranze portando in stanza il cadavere di Tilda, scioccando tutte le ragazze che comprendono la gravità della situazione. Aldo è l’unico che, nonostante l'indifferenza, si mostra a tratti più amichevole con le ragazze, pur continuando a eseguire gli ordini senza batter ciglio. Quando i banditi trovano gli abiti da monaca, scoprono che Cristina è una suora. Le ordinano di spogliarsi davanti a tutti e di indossare di nuovo gli abiti religiosi, ma, nonostante l'umiliazione, Cristina rimane impassibile e forte, resistendo alle loro angherie.
Nel frattempo, al convento, le altre suore tentano di contattare Cristina per avvertirla che il pulmino non passerà, ma non sospettano nulla di strano poiché il telefono ha già perso il segnale altre volte. Decidono di inviarle un telegramma. Intanto, Walter e Aldo, annoiati, prendono Cristina e la violentano. Durante la cena, Walter la deride, affermando di aver scoperto che non è più vergine. Cristina, però, risponde senza vergogna, rivelando alle ragazze che, prima di farsi suora, era una donna come tutte le altre. Con il calare della notte, le ragazze propongono di far scappare una di loro per cercare aiuto, ma Cristina le ferma, spiegando che se una di loro fugge, tutte le altre verranno uccise. Devono agire con prudenza.
Quella notte, una delle ragazze viene presa da Nino e Walter, che la violentano. Cristina cerca di intervenire, ma viene picchiata e immobilizzata, costretta a guardare impotente la scena. Il mattino seguente, arriva il postino con il telegramma dal convento. I rapinatori minacciano Cristina e le ragazze di non fare nulla per avvisarlo. Cristina scrive in segreto una richiesta di aiuto su una banconota, che lascia come mancia al postino. I rapinatori, leggendo il telegramma, capiscono di avere ancora un giorno di tempo per organizzare la fuga. Intanto, la ferita di Nino peggiora e Cristina, conoscendo un po' di medicina, propone ad Aldo di curare il compagno in cambio della promessa che non toccheranno più le ragazze. Aldo accetta l'accordo, e riesce anche a riparare l'auto. Il trio decide quindi di festeggiare la loro imminente fuga.
Due ragazze vanno a cercare delle bottiglie di vino e, frugando tra le stanze, scoprono sconvolte il cadavere del postino, ucciso da Aldo, che aveva intuito il suo ruolo nel trasmettere la richiesta di aiuto di Cristina. Una delle ragazze riesce a fuggire, ma viene catturata da Aldo nonostante si fosse buttata in mare per scappare. Quella notte, Nino, con l'aiuto di Walter, uccide sadicamente la ragazza che lo aveva ferito, infilando un bastone tra le sue gambe. Mentre Cristina va a prendere le medicine per Nino, la cui ferita è peggiorata, trova sconvolta il corpo della ragazza nel soggiorno e comprende che Aldo non aveva mai avuto intenzione di mantenere la promessa.
Raggiunto il limite della sopportazione e constatando la crudeltà dei banditi, pensando alla ragazza uccisa, Suor Cristina, spinta da un feroce desiderio di vendetta, rinuncia ai suoi voti e decide di combattere. Il primo a subire la sua vendetta è Nino, ormai troppo debole per difendersi. Cristina gli inietta una dose letale di veleno con una siringa. Walter, preoccupato per il compagno, sale le scale per controllarlo e lo trova morto sul pavimento. Sorpreso, si gira solo per trovarsi faccia a faccia con Cristina, che gli spara tre colpi in pieno volto con la pistola di Nino.
Aldo e Cristina si scontrano in una breve lotta, interrotta dall'intervento di una delle ragazze, che impugna il fucile di Lino e gli spara al ventre. Aldo, ancora ferito, viene poi massacrato a morte dalle altre ragazze, che lo picchiano con dei bastoni, ponendo così fine al loro incubo. Dopo la carneficina, Cristina, in silenzio, si toglie la fede dal dito, segno che ha abbandonato la sua vita precedente.

## Produzione
È il primo film in cui Ray Lovelock recitò con la propria voce.

## Distribuzione
Il film uscì in Italia il 20 aprile 1978. Fu un flop al botteghino e incassò solo 25,4 milioni di lire dell'epoca.
In Germania è noto come Junge Mädchen zur Liebe gezwungen, in Spagna come La séptima mujer e negli Stati Uniti con due titoli: Terror e The Last House on the Beach. Quest'ultimo titolo venne adottato per la familiarità della trama della pellicola di Prosperi con quella di L'ultima casa a sinistra (The Last House on the Left) (1972) di Wes Craven.